# 林兆枢
林兆枢（1940年2月—），男，福建福州人，中华人民共和国政治人物，中華全國歸國華僑聯合會原主席。

## 生平
林兆枢1956年毕业于福州第三中学。1959年毕业于福建建筑工程学校（现福建理工大学）。
1960年加入中国共产党。1992年出任中國共產黨中央紀律檢查委員會委員、中共福建省纪委书记。1995年10月至2001年12月任中共福建省委副书记。
1999年7月当选第六届中国侨联主席。2003年3月當選為十屆全國人大常委會委員、全國人大華僑委員會副主任委員。2004年7月當選第七屆中國僑聯主席。
2008年3月当选为十一届全国政协常委，第十一届全国政协港澳台侨委员会副主任。